# Lelești
Lelești è un comune della Romania di 1803 abitanti, ubicato nel distretto di Gorj, nella regione storica dell'Oltenia.
Il comune è formato dall'unione di 3 villaggi: Frătești, Lelești, Rasovița.